# 593-й гвардійський ракетний полк (СРСР)
593-й гвардійський ракетний полк (в/ч 44141, з 1969 року: 29433, з 1971 року: 29474; позивний — «Жаворонок») — військова частина у складі Ракетних військ стратегічного призначення Збройних сил СРСР і України.

## Історія створення і бойовий шлях
У червні — липні 1960 року у місті Владимир (Росія) на базі 2-го дивізіону 26-ї гвардійської гарматно-артилерійської ордена Суворова бригади РВГК почалось формування 593-го ракетного полку. Завершено формування полку у місті Кострома (Росія).
13 червня 1961 року полк передислокований до міста Мирний (Архангельська область, Росія), де увійшов до складу 3-го навчального артилерійського полігону (космодром «Плесецьк»).
19 листопада 1961 року полку вручені Бойовий прапор і Грамота Президії Верховної Ради СРСР.
До 1963 року полк складався з трьох стартових дивізіонів на трьох майданчиках (дати заступлення на бойове чергування):
- 1-й стартовий дивізіон — «майданчик 5» з двома ПУ Р-16 (31 жовтня 1961 року);
- 2-й стартовий дивізіон — «майданчик 24» з двома ПУ Р-16 (15 січня 1962 року);
- 3-й стартовий дивізіон — «майданчик 25» з трьома ШПУ Р-16 (3 березня 1963 року).

У квітні 1963 року стартові позиції дивізіонів були перейменовані на бойові стартові позиції (БСП):
- БСП-5 — 1-й дивізіон, «майданчик 5», «Буддеталь»;
- БСП-24 — 2-й дивізіон, «майданчик 24», «Лисицино»;
- БСП-25 — 3-й дивізіон, «майданчик 25», «Лісорубів».

На виконання директив ГШ ЗС СРСР від 25 січня і від 30 квітня 1964 року та директиви ЦК РВ від 26 травня 1964 року, 1-й стартовий дивізіон і управління зберегли за собою найменування «593-й ракетний полк» (в/ч 44141) з двома ПУ Р-16; 2-й стартовий дивізіон переформований у 72-й ракетний полк (в/ч 12422) з двома ПУ Р-16, а 3-й стартовий дивізіон — у 220-й ракетний полк (в/ч 68543) з трьома ШПУ Р-16. У червні 1964 року полк підпорядкований 1-му Управлінню бойових частин 53-го НДІП (в/ч 10939).
25 липня 1969 року 593-й ракетний полк був виведений з підпорядкування 53-го НДІП і передислокований до міста Тейково (Івановська область, Росія), де увійшов до складу 54-ї гвардійської ракетної дивізії.
25 липня 1971 року 593-й ракетний полк передислокований до міста Первомайськ (Миколаївська область), де увійшов до складу 46-ї ракетної дивізії. З 28 липня 1974 року полк перейшов на нові штати і заступив на бойове чергування на ракетному комплексі 15ПО30 (УР-100Н). З 1 липня 1979 року полк ніс бойове чергування на ракетному комплексі 15ПО35 (УР-100НУ).
У зв'язку з ліквідацією ядерного озброєння в Україні, 1 липня 1998 року 593-й гвардійський ракетний полк був розформований.

## Командири полку
- полковник Єфремов Іван Іларіонович (1960);
- підполковник Гуща Дмитро Тимофійович (1960—1964);
- полковник Буличов Федір Олександрович (1964—1965);
- підполковник Курбатов Василь Васильович (1965—1968);
- підполковник Сорокін Іван Павлович (1968—1974);
- підполковник Ковирзін Володимир Григорович (1974—1977);
- підполковник Треногін Петро Вікторович (1977—1981);
- підполковник Михайлов Ігор Володимирович (1981—1983);
- підполковник Кичигін Валерій Єгорович (1983—1987);
- підполковник Пономарьов Сергій Олексійович (1987—1990);
- підполковник Нечаєв Віктор Олександрович (1990—1994);
- підполковник Токаленко Олександр Борисович (1994—1998);
- підполковник Яковішин Микола Павлович (в.о., 1998).